# IC 3311
IC 3311 је спирална галаксија у сазвјежђу Дјевица која се налази на листи објеката дубоког неба у Индекс каталогу.
Деклинација објекта је + 12° 15' 37" а ректасцензија 12h 25m 33,1s. Привидна величина (магнитуда) објекта IC 3311 износи 14,1 а фотографска магнитуда 14,7. IC 3311 је још познат и под ознакама UGC 7510, MCG 2-32-38, CGCG 70-63, KUG 1223+125, VCC 809, FGC 1429, PGC 40530.